# Jokum Motzfeldt
Anders Jokum Peter Jørgen Motzfeldt (* 15. Januar 1883 in Qassimiut; † unbekannt) war ein grönländischer Landesrat.

## Leben
Jokum Motzfeldt war der Sohn des Jägers Gerhardt Andreas Zakarias Elias Motzfeldt und seiner Frau Cecilie Bibiane Marie Henriette Maren Kristine. Er heiratete am 17. Oktober 1906 Eleonora Helga Ella Sophie Klemensen (1889–?), Tochter des Jägers Jørgen Lars Klemens Benjamin und seiner Frau Susanne Judithe Karoline.
Jokum war wie sein Vater Jäger. 1920 vertrat er Enok Motzfeldt während der zweiten Legislaturperiode im südgrönländischen Landesrat.